# Jean Glapion
Fray Jean Glapion (La Ferté-Bernard, Sarthe; ca. 1460-Valladolid, 14 de septiembre de 1522), llamado también Johannes Glapio, fue un religioso franciscano francés, consejero y confesor del emperador Carlos V.

## Biografía
Ingresó a la rama observante de la orden franciscana en Le Mans y estudió teología en París. En 1508 fue guardián del convento observante de Brujas (Bélgica), extra muros. En conflicto con los frailes conventuales de la ciudad, logró finalmente controlar la casa conventual en 1515. Cumplió diversas funciones en las provincias de la orden en el norte de Francia y Borgoña, promoviendo la observancia en desafío directo a Bonifacio de Ceva, quien estaba a favor de la reforma dentro de la rama conventual. En 1517 fue elegido comisionado para las provincias franciscanas ultramontanas, y al año siguiente fue designado procurador de toda la orden. Reorganizó la provincia franciscana de Francia, que fue dividida en Provincia Francia para los conventuales y Provincia Franciae Parisiensis para los observantes, convirtiéndose en ministro de esta última en 1519. En 1520 actuó en la Corte de Lorena, y más tarde, en ese mismo año, fue escogido como consejero y confesor del Emperador Carlos V, probablemente a instancias de Francisco de Quiñones.
En 1522 el emperador solicitó al papa Adriano VI y a los superiores franciscanos el envío de misioneros a Nueva España. Glapion, para ese tiempo en Gante, es escogido para la misión. Logra encontrar algunos frailes que lo acompañen, (Pedro de Gante, Juan de Tecto y Juan de Ayora) y parte hacia España en abril de 1522, arribando a Santander el 27 de julio de ese año después de un breve paso por Inglaterra. Sin embargo, no logrará cumplir su misión: cayó enfermo, y moriría el 14 de septiembre en Valladolid. Sus compañeros continuaron el viaje al Nuevo Mundo.

## Obras y pensamiento
Después de algunas simpatías iniciales, se opuso cada vez más vehementemente a Lutero. Apoyó el humanismo de Erasmo de Róterdam. Durante su vida escribió numerosas cartas que testimonian sus acciones en la orden franciscana y sus actividades como humanista y consejero de Carlos V. Además, produjo un gran número de sermones (varios de los cuales han sobrevivido), estatutos de disciplina para la reforma observante, obras litúrgicas, textos espirituales —entre los que destaca Passe-temps du Pèlerin de Vie Humaine, impreso en Amberes o Lovaina ca. 1540— y obras en las que critica al luteranismo.
- Datos: Q5928725